# 阿毘達磨品類足論
《阿毘達磨品類足論》，又稱分別道理論、品類論、品類足論，是說一切有部六分阿毘達磨之一。相傳由世友所作。

## 名稱
北涼浮陀跋摩等譯《阿毘曇毘婆沙論》中，稱其為《波伽羅那》（prakaraṇa），意為論議。這和含義為「記別」、「分別」的「婆伽羅那」雖漢字音寫相近且容易混淆，但梵語其實不同。
陳真諦譯為《分別道理論》，玄奘譯為《品類足論》。

## 概論
在說一切有部中，品類論自古受到很高的尊崇，其地位幾乎等同《發智論》。《大毘婆沙論》多處引用品類論，在面對《發智論》與品類論之間的學說有出入時，雖然仍以《發智論》為主，但是《大毘婆沙論》並未批評品類論，而是做出各種解釋，以融合兩家學說。
在《大智度論》中，將品類論列為六分阿毗曇之首，龍樹在引用論書時，主要也引用品類論的說法，而不取《發智論》與《大毘婆沙論》。
品類論承繼古代阿毗達磨傳統，但做出新的創見。傳統阿毗達磨，多以蘊、界、處等三科來進行一切法的分類，但品類論則以五事，即色、心、心所、心不相應行、無為來攝一切法。

## 作者
《大毘婆沙論》記載當時就有《品類論》和《發智論》誰先誰後的諍論，《品類論》的作者，一般都認為是世友。但世友的身份，並沒有記載的很明確。印順法師認為這位世友，就是《大毘婆沙論》四大論師中的世友。
《大智度論》記載，品類論中有四品是世友所作，其餘四品為罽賓阿羅漢作，但沒有明確舉出世友作的四品名稱。呂澂推論，諸處品 ，七事品，隨眠品，攝等品這四品是世友所作。印順法師認為，辯五事品，辯諸處品，辯諸智品，辯隨眠品是由世友所作。

## 漢譯版本
品類論漢譯版本中，有兩個全譯版本：
- 《眾事分阿毘曇論》，共12卷，分為八品。開元釋教錄據歷代三寶紀題為「求那跋陀羅共菩提耶舍」譯，眾經目錄記為「失譯」。
- 玄奘譯《阿毘達磨品類足論》，共18卷，也分為八品。於西元660年（唐顯慶5年）譯出。

品類論中的〈五事品〉，有兩個單行譯本：
- 安世高《阿毘曇五法行經》，1卷
- 唐大番國沙門法成《薩婆多宗五事論》，1卷

## 學說
連縛緣起與剎那緣起，都被歸在《品類論》的思想架構之下。

## 現代研究
在《大毘婆沙論》時，《品類論》與《發智論》造論時間的先後，就已經出現爭議。印順法師認為，九十八隨眠為《發智論》提出，而品類論採用這個學說，因此《發智論》造論時間早於品類論。
根據文本比較，印順法師認為品類論中〈辯七事品〉，與《舍利弗阿毘曇論》的〈攝相應分〉或銅鍱部《界論》有共同來源，但因部派不同，有不同解說。